# Rząd Tanzana Ishibashiego
Rząd Tanazana Ishibashiego – rząd Japonii, na czele którego stał będący członkiem Partii Liberalno-Demokratycznej (PLD; jap. Jimintō), Tanazan Ishibashi. Funkcjonował on przez zaledwie 65 dni, w okresie od 23 grudnia 1956 roku, do 25 lutego 1957 roku, kiedy Ishibashi podał się do dymisji, uzasadniając swoją decyzję problemami zdrowotnymi.

## Skład rządu
| Funkcja                                                    | Imię i nazwisko         | Partia                         | Okres pełnienia funkcji | Okres pełnienia funkcji |
| Funkcja                                                    | Imię i nazwisko         | Partia                         | od                      | do                      |
| ---------------------------------------------------------- | ----------------------- | ------------------------------ | ----------------------- | ----------------------- |
| Premier                                                    | Tanzan Ishibashi        | Partia Liberalno-Demokratyczna | 23 grudnia 1956         | 25 lutego 1957          |
| Minister spraw zagranicznych                               | Nobusuke Kishi          | Partia Liberalno-Demokratyczna | 23 grudnia 1956         | 25 lutego 1957          |
| Minister finansów                                          | Hayato Ikeda            | Partia Liberalno-Demokratyczna | 23 grudnia 1956         | 25 lutego 1957          |
| Minister sprawiedliwości                                   | Umekichi Nakamura       | Partia Liberalno-Demokratyczna | 23 grudnia 1956         | 25 lutego 1957          |
| Minister edukacji                                          | Hirokichi Nadao         | Partia Liberalno-Demokratyczna | 23 grudnia 1956         | 25 lutego 1957          |
| Minister zdrowia                                           | Hiroshi Kanda           | Partia Liberalno-Demokratyczna | 23 grudnia 1956         | 25 lutego 1957          |
| Minister rolnictwa, leśnictwa i rybołówstwa                | Ichitarō Ide            | Partia Liberalno-Demokratyczna | 23 grudnia 1956         | 25 lutego 1957          |
| Minister handlu zagranicznego i przemysłu                  | Mikio Mizuta            | Partia Liberalno-Demokratyczna | 23 grudnia 1956         | 25 lutego 1957          |
| Minister transportu                                        | Taneo Miyazawa          | Partia Liberalno-Demokratyczna | 23 grudnia 1956         | 25 lutego 1957          |
| Minister pracy                                             | Shūtarō Matsūra         | Partia Liberalno-Demokratyczna | 23 grudnia 1956         | 25 lutego 1957          |
| Minister poczty i telekomunikacji                          | Tanzan Ishibashi        | Partia Liberalno-Demokratyczna | 23 grudnia 1956         | 27 grudnia 1956         |
| Minister poczty i telekomunikacji                          | Taro Hirai              | Partia Liberalno-Demokratyczna | 27 grudnia 1956         | 25 lutego 1957          |
| Minister budownictwa                                       | Tokuo Nanjō             | Partia Liberalno-Demokratyczna | 23 grudnia 1956         | 25 lutego 1957          |
| Dyrektor Agencji Obrony                                    | Tanzan Ishibashi (p.o.) | Partia Liberalno-Demokratyczna | 23 grudnia 1956         | 31 grudnia 1956         |
| Dyrektor Agencji Obrony                                    | Nobusuke Kishi          | Partia Liberalno-Demokratyczna | 31 grudnia 1956         | 2 lutego 1957           |
| Dyrektor Agencji Obrony                                    | Akira Kodaki            | Partia Liberalno-Demokratyczna | 2 lutego 1957           | 25 lutego 1957          |
| Dyrektor Agencji Samorządu Terytorialnego                  | Isaji Tanaka            | Partia Liberalno-Demokratyczna | 23 grudnia 1956         | 25 lutego 1957          |
| Dyrektor Agencji Planowania Gospodarczego                  | Koichi Uda              | Partia Liberalno-Demokratyczna | 23 grudnia 1956         | 25 lutego 1957          |
| Dyrektor Agencji Nauki i Technologii                       | Koichi Uda              | Partia Liberalno-Demokratyczna | 23 grudnia 1956         | 25 lutego 1957          |
| Dyrektor Agencji Rozwoju Hokkaido                          | Matsusuke Kamamura      | Partia Liberalno-Demokratyczna | 23 grudnia 1956         | 25 lutego 1957          |
| Dyrektor Agencji Zarządzania Administracyjnego             | Tomejiro Okubo          | Partia Liberalno-Demokratyczna | 23 grudnia 1956         | 25 lutego 1957          |
| Przewodniczący Krajowej Komisji Bezpieczeństwa Publicznego | Tomejiro Okubo          | Partia Liberalno-Demokratyczna | 23 grudnia 1956         | 25 lutego 1957          |
| Sekretarz Kancelarii Premiera                              | Hirohide Ishida         | Partia Liberalno-Demokratyczna | 23 grudnia 1956         | 25 lutego 1957          |